# Episodi di Joan of Arcadia (seconda stagione)
La seconda stagione della serie TV Joan of Arcadia è stata trasmessa in Nord America dal 24 settembre 2004 al 22 aprile 2005 da CBS. In Italia è stata trasmessa dal 28 aprile al 30 maggio 2006 su Italia 1.
| nº | Titolo originale                | Titolo italiano       | Prima TV USA      | Prima TV Italia |
| -- | ------------------------------- | --------------------- | ----------------- | --------------- |
| 1  | Only Connect                    | Momenti difficili     | 24 settembre 2004 | 28 aprile 2006  |
| 2  | Out of Sight                    | L'arrivo di Judith    | 1º ottobre 2004   | 2 maggio 2006   |
| 3  | Back to the Garden              | Il giardino dell'Eden | 8 ottobre 2004    | 3 maggio 2006   |
| 4  | The Cat                         | Operazione Gatto!     | 15 ottobre 2004   | 4 maggio 2006   |
| 5  | The Election                    | Elezioni movimentate  | 22 ottobre 2004   | 5 maggio 2006   |
| 6  | Wealth of Nations               | Comico per una sera   | 29 ottobre 2004   | 8 maggio 2006   |
| 7  | P.O.V.                          | Grande Fratello       | 5 novembre 2004   | 9 maggio 2006   |
| 8  | Friday Night                    | Voglia di vivere      | 12 novembre 2004  | 10 maggio 2006  |
| 9  | No Future                       | Brutti Ricordi        | 19 novembre 2004  | 11 maggio 2006  |
| 10 | The Book of Questions           | Il giorno di Grace    | 26 novembre 2004  | 12 maggio 2006  |
| 11 | Dive                            | Il Tuffo              | 10 dicembre 2004  | 15 maggio 2006  |
| 12 | Game Theory                     | La Teoria del Gioco   | 7 gennaio 2005    | 16 maggio 2006  |
| 13 | Queen of the Zombies            | La regina degli zombi | 14 gennaio 2005   | 17 maggio 2006  |
| 14 | The Rise & Fall of Joan Girardi | Eroe per caso         | 28 gennaio 2005   | 18 maggio 2006  |
| 15 | Romancing the Joan              | L'amore romantico     | 11 febbraio 2005  | 19 maggio 2006  |
| 16 | Independence Day                | Independence Day      | 18 febbraio 2005  | 22 maggio 2006  |
| 17 | Shadows and Light               | Scambio d'identità    | 25 febbraio 2005  | 23 maggio 2006  |
| 18 | Secret Service                  | Tutto può succedere   | 4 marzo 2005      | 24 maggio 2006  |
| 19 | Trial and Error                 | Il processo simulato  | 1º aprile 2005    | 25 maggio 2006  |
| 20 | Spring Cleaning                 | Pulizie di Primavera  | 8 aprile 2005     | 26 maggio 2006  |
| 21 | Common Thread                   | La sciarpa            | 15 aprile 2005    | 29 maggio 2006  |
| 22 | Something Wicked This Way Comes | La Forza del Male     | 22 aprile 2005    | 30 maggio 2006  |

## Momenti Difficili
- Titolo originale: Only Connect
- Diretto da: James Hayman
- Scritto da: Barbara Hall

### Trama
Dopo un'estate di terapia, Joan cerca di tornare a una vita "normale" anche se lei ignora Dio che continua a riapparire. Will è citato in giudizio per il disagio emotivo di Andy Baker, la cui guida ubriaco ha causato l'incidente che ha paralizzato Kevin, Luke e Grace cercano di adattarsi alla loro relazione

## L'arrivo di Judith
- Titolo originale: Out of Sight
- Diretto da: Rob Morrow
- Scritto da: Stephen Nathan

### Trama
Judith, amica di Joan dal campo estivo, inizia la scuola alla "High Arcadia", Will indaga su una sparatoria; Kevin affronta Andy sulla causa in corso.

## Il giardino dell'Eden
- Titolo originale: Back to the Garden
- Diretto da: Kevin Dowling
- Scritto da: Joy Gregory

### Trama
Dio istruisce Joan per avviare un orto comunitario. Judith continua la sua spirale verso il basso, Luke mette su un fronte forte con Grace. Un ex informatore della polizia viene ucciso.